# Bundesratswahl 1958
Zur Bundesratswahl 1958 am 11. Dezember 1958 kam es wegen des Todesfalls im Amt von Bundesrat Markus Feldmann (BGB). Dadurch wurde eine ausserordentliche Wahl durch die Vereinigte Bundesversammlung nötig. Offizieller Kandidat der BGB war Friedrich Traugott Wahlen.

## Detailergebnisse der Ersatzwahl für Markus Feldmann, BGB

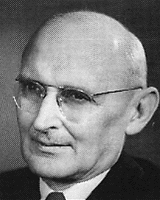
Friedrich Traugott Wahlen

Der 1. Wahlgang erbrachte keine Mehrheit, weil Rudolf Gnägi (BGB) und der Berner Regierungsrat Walter Siegenthaler (ebenfalls BGB) hohe Stimmenzahlen bekamen. Im 2. Wahlgang erreichte Friedrich Traugott Wahlen die absolute Mehrheit und wurde neuer Bundesrat. Wahlen war 1959 Vorsteher des Justiz- und Polizeidepartements, 1960 und 1961 Vorsteher des Volkswirtschaftsdepartements und zwischen 1961 und 1965 Vorsteher des Politischen Departements.
| Kandidaten                | Kandidaten                | 1. Wahlgang | 2. Wahlgang |
| ------------------------- | ------------------------- | ----------- | ----------- |
| Ausgeteilte Wahlzettel    | Ausgeteilte Wahlzettel    | 232         | 236         |
| Eingegangene Wahlzettel   | Eingegangene Wahlzettel   | 231         | 232         |
| Ungültige Wahlzettel      | Ungültige Wahlzettel      | 1           | 0           |
| Leere Wahlzettel          | Leere Wahlzettel          | 3           | 5           |
| Gültige Wahlzettel        | Gültige Wahlzettel        | 227         | 230         |
| Absolutes Mehr            | Absolutes Mehr            | 114         | 116         |
| Friedrich Traugott Wahlen | Friedrich Traugott Wahlen | 106         | 125         |
| Rudolf Gnägi              | Rudolf Gnägi              | 68          | 57          |
| Walter Siegenthaler       | Walter Siegenthaler       | 45          | 45          |
| Andere                    | Andere                    | 8           | 3           |